# Stokeley
 (décembre 2018).
Albums de Ski Mask the Slump God
Beware the Book of Eli
(2018)
Stokeley est le premier album studio du rappeur américain Ski Mask The Slump God, sorti le 30 novembre 2018 sur les labels Victor et Republic.

## Liste des pistes
| No  | Titre                                 | Auteur                                                                                            | Producteur(s)               | Durée |
| --- | ------------------------------------- | ------------------------------------------------------------------------------------------------- | --------------------------- | ----- |
| 1.  | So High                               | Goulbourne, Adrian Lau, Antonio Hernandez, Elijah Rawk                                            | A. Lau, Tony Seltzer        | 2:29  |
| 2.  | Nuketown (featuring Juice Wrld)       | Goulbourne, Eric Wall, Jarad Higgins                                                              | Fresh ThPharmacy            | 2:46  |
| 3.  | Foot Fungus                           | Goulbourne, Kenneth Blume, Jahphet Landis                                                         | Kenny Beats, Roofeeo        | 2:09  |
| 4.  | La La                                 | Goulbourne, Ronald Spence, Jr.                                                                    | Ronny J                     | 2:27  |
| 5.  | Unbothered                            | Goulbourne, Blume                                                                                 | Kenny Beats                 | 2:18  |
| 6.  | Save Me, Pt. 2 (featuring Austin Lam) | Goulbourne, Austin Carlisle                                                                       | Fresh ThPharmacy            | 3:08  |
| 7.  | Adults Swim                           | Goulbourne, Chase Rose                                                                            | ChaseTheMoney               | 1:46  |
| 8.  | Far Gone (featuring Lil Baby)         | Goulbourne, Shane Lindstrom, Rasool Diaz, Dominique Jones                                         | Murda Beatz, Sool Got Hits  | 3:56  |
| 9.  | Get Geeked                            | Goulbourne, Ebony Oshunrinde, Brendon Binns, Robert Mandell                                       | WondaGurl, Binnz, G Koop    | 1:45  |
| 10. | Reborn to Rebel                       | Goulbourne, Lau, Hernandez, Madison Stewart                                                       | A. Lau, Seltzer, MadisonLST | 2:31  |
| 11. | Faucet Failure                        | Goulbourne, Rose                                                                                  | ChaseTheMoney, Cubeatz      | 2:25  |
| 12. | U and I                               | Goulbourne, Lau, Luis Bello                                                                       | RubiRosa, A. Lau            | 1:52  |
| 13. | Cat Piss (featuring Lil Yachty)       | Goulbourne, OG Parker, Joshua Parker, Grant Decouto, Terence Williams, Lil Yachty, Miles McCollum | OG Parker, Deko, Tee Romano | 2:46  |